# Нгвудгунье
Нгвудгунье (также известный как Зикодзе, Мавусо II; 1760 — 1815) — верховный вождь Свазиленда в 1780—1815 годах.
Нгвудгунье являлся 2-м верховным вождём Свазиленда и был сыном Нгване III. Нгвудгунье начал правление после смерти своего отца в возрасте 20 лет.

## Семья
У Нгвудгунье было несколько жён (одна из них Сомнялосе Симелане) и более 13 детей. Все дети вождя были принцами, а среди его детей был 3-й верховный вождь Свазиленда — Собуза I.

## Правление
Во времена своего правления Нгвудгунье построил свою резиденцию у подножия холмов Элмошени в Шиселвени. Его правление обозначило период ограниченной экспансии, а также консолидации. Поселения ншиселвени, которые были созданы при его правлении, Нгвудгунье решил передать под опеку своего вождя Сукумбили Мбокане, однако, поселения не обеспечивали прочной основы для государства Свазиленда, о чём свидетельствуют нападения вождей ндвандве после смерти сына Нгвудгунье — Собузы I.
Нгвудгунье скончался от удара молнии в 1815 году.